# 潘泰利蒙

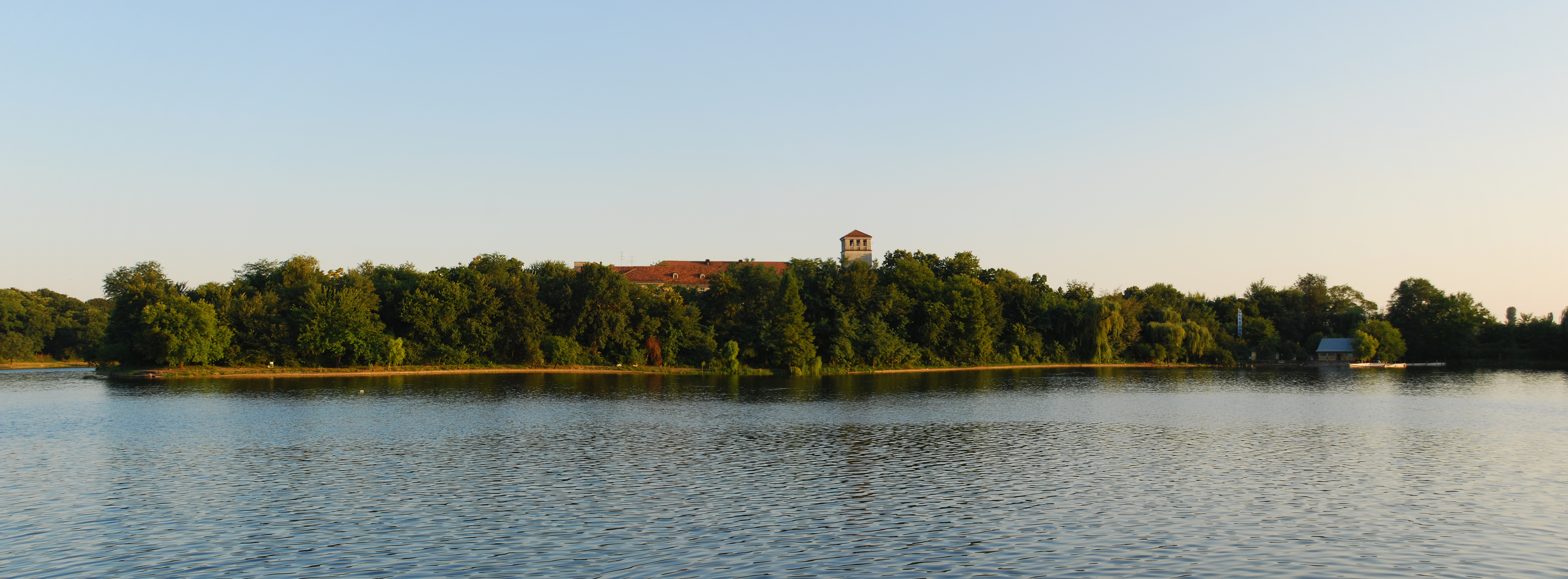

潘泰利蒙是羅馬尼亞的城市，位於該國南部，距離首府布加勒斯特10公里，由伊爾福夫縣負責管轄，面積61.76平方公里，海拔高度73米，2009年人口19,384，大多數居民信奉東正教。
44°27′N 26°12′E / 44.450°N 26.200°E